# Позняки
Позняки́ — історична місцевість, житловий масив у Києві та колишнє село на лівому березі Дніпра. Розташований між Дніпром, залізницею, вулицею Ревуцького і проспектом Миколи Бажана. Межує із Харківським масивом, Березняками та Осокорками.
Житловий масив Позняки будується з 1989 року. Станція метрополітену «Позняки» відкрита в 1994 році.

## Історія

### Походження топоніма
Щодо походження назви Позняки у істориків немає одностайної думки. Найімовірніше, назва місцевості походить від прізвища Позняков — на початку XVII століття заможні селяни Мойсей та Леон (Леонтій) Позняки володіли на лівому березі Дніпра поселенням Паньківщина (імовірно, колишнього володіння Паньковичів або Панькевичів), яке називали також Позняківщиною. Проте документи про тотожність Позняківщини і Позняків відсутні.
Інші теорії виводять походження топоніма від річки Позняківки, що протікала в цій місцевості, або від старовинного слова «поздняк», що означає «те, що народилося або визріло пізніше звичайного» та могло бути прізвиськом власника села.

### Литовський період та козацька доба
Житловий масив Позняки виник на місці однойменного села, відомого ще з часів Речі Посполитої. Уперше село згадується у 1571 році, в описі державних маєтків (люстрації), як поселення «бояр путних» — тобто тих, хто ніс шляхову («путну») службу при київському воєводі.
У 1631 році Мойсей Позняк продав (або передав) село київському митрополиту Петру Могилі, який у свою чергу, подарував його Братському монастирю. Право монастиря на володіння селом неодноразово підтверджувалося протягом XVII—XVIII століть:
|  | ...на село Позняки, що лежить на Дніпрі, із землями, з полями, з пахотними сіножатями, городами, озерами, борами, лісами, іншими угіддями... Оригінальний текст (рос.) ...на село Позняки на Днепре лежащее, с землями, с полями, пахотными сеножатьми, огородами, озерами, борами, лесами, иными угодьями... |

З 1648 по 1782 рік село входило до складу Гоголівської сотні Переяславського, а згодом Київського полку Гетьманщини.
У цей період поселення зростало: у 1636 році воно згадується як «хутір Позняковщизна», у 1670-х роках — як «деревня Позняки», а в 1694 році — як «село Позняки». Мешканці села займалися тваринництвом, рибальством, лозоплетінням, а плоди своєї праці продавали в Києві. У 1723 році поселення складалося з 22 дворів, у 1766 році — з 31 двору, де мешкали 253 жителі. В історії є згадки про дві церкви в цій місцевості — Трьохсвятительську та Введенську.

### Російська імперія
У 1802 році село Позняки увійшло до складу Броварської волості Остерського повіту Чернігівської губернії.
У 1859 році село згадується як казенне (без церкви), що налічувало 66 дворів, його чоловіче населення становило 165 осіб, а жіноче — 198 особи. Станом на 1897 рік у селі було вже 93 двори та 921 мешканець.

### ХХ століття
У 1903 році з Броварської волості Остерського повіту Чернігівської губернії було виділено Микільсько-Слобідську волость, до якої з-поміж інших сіл Лівобережжя увійшло село Позняки. Такий адміністративний розподіл проіснував до 1923 року.
У 1917 році село Позняки складалося з 255 дворів, де проживали 1 519 мешканців. На початку 1920-х років село розділилося на Старі та Нові Позняки, а також кутки Могуча (район сучасної Любарської вулиці) і Убидь (район вулиць Затишної та Тепловозної). У 1923 році тут нараховувалося 248 дворів та 1 387 мешканців, у 1930 році — 390 дворів та 1 613 мешканців, у 1939 році — 1 764 мешканці.
Наприкінці 1920-х комуністична влада вдалася до репресій проти заможної частини села, насильно залучала людей до колгоспів. У 1932 році, контролюючи все їстівне у селі, комуністи почали практикувати убивства голодом, 740 позняківців померли під час голодомору. У цей же час зруйнували кам'яну православну церкву (поблизу цього місця у 2000-х роках збудовано новий храм на вулиці Урлівській). Старі цвинтарі ліквідовані — починаючи з 1930-х років сільських мерців ховали на Дарницькому цвинтарі, де їхні могили збереглися понині.
У 1923—1930 роках Старі та Нові Позняки входили до складу Броварського району Київської округи, у 1930—1935 роках — до так званої Київської приміської смуги. У 1935 році село Позняки увійшло до складу новоствореного Дарницького району Києва.
29 вересня 1943 року радянські війська зайняли Позняки. 120 позняківців загинули протягом Другої світової війни.
У 1980-ті значну частину старої забудови Позняків знесено, а на її місці з 1989 року споруджується житловий масив Позняки.
1984 року територію житлового масиву Позняки було передано у склад новоствореного селища міського типу Осокорки в межах Дарницького району Києва. У 1989 році селище повернуте до складу міста. У 1989—2001 роках Позняки входили до складу Харківського району Києва, з 2001 року — у складі Дарницького району.

### Під часи війни
В часи російського вторгнення 25 лютого 2022 року близько 4-ї години ранку будинки на вулиці Кошиця 7 та Кошиця 7А зазнали руйнувань внаслідок падіння уламків російської ракети «Калібр», збитої українським ППО, троє людей було госпіталізовано.
30 серпня 2023 року уламки російської ракети пробили дах та пошкодили приміщення гіпермаркету Ашан на Здолбунівській. Без жертв. 
17 березня 2022 року було пошкоджено дах будинку уламком ракети поблизу Гімназії Міжнародних відносин N 323. Загинула одна людина. 
17 червня 2025 року російський дрон влучив у багатоповерхівку поблизу супермаркету Ашан. На щастя, обійшлося без жертв. 

## Географія

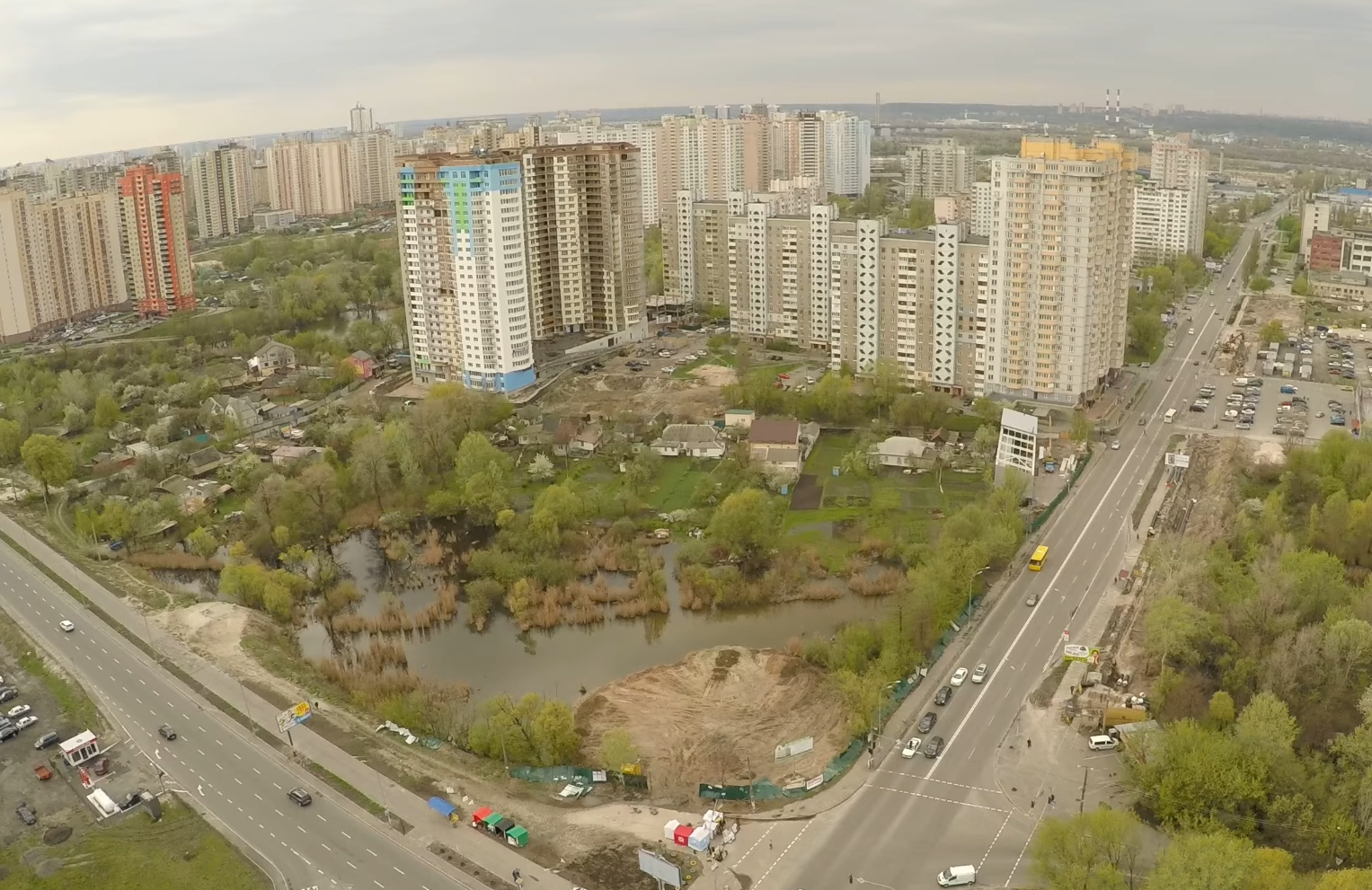
Озеро Качине біля перехрестя вулиці Здолбунівської та проспекту Григоренка. Біля озера — рештки старої забудови села Позняки

Місцевість, де розташовувалося село Позняки, була багата на топоніми. Після знесення старої забудови переважна більшість з них зникла з ужитку:
- Княжий Затон — місцевість у районі однойменної вулиці. Згадується з XVII століття. Слово «затон» означає видовжену затоку, що глибоко врізається в берег річки.
- Корольок — місцевість у районі перехрестя Здолбунівської вулиці та проспекту Григоренка, навколо вулиці Івана Кочерги та озера Корольок. Назва походить, можливо, від пташки корольок, яка водилася в цій місцевості.
- Могуча — в районі Любарської вулиці та Любарського провулку.
- Срібний Кіл — місцевість у районі вулиці Срібнокільської. Топонім згадується ще з XVII століття, проте його значення досі неясне. З тюркської мови слово «кол» означає річкову затоку, рукав, тому Срібний Кіл міг бути назвою однієї з численних заток Дніпра.
- Убидь — у районі вулиць Затишної і Тепловозної.
- Урлів (Урлев) Град — походження назви неясне, давньоруське слово «град» означало «піщана коса». Топонім увічнено в назві вулиці Урлівської.
- Чорні Лози — урочище в районі сучасних вулиць Гмирі, Крушельницької, Вишняківської, Руденко, Гришка. Назва, ймовірно, походить від чагарників з довгими чорними лозами, що росли у цій місцевості.

До 1980-х років на Позняках були переважно заплавні луки, де випасали худобу мешканці навколишніх сіл, струмки, болота та близько 15 озер. Для будівництва нового масиву почалося осушення заболочених земель та намивання ґрунту. Переважна більшість озер були невеликі за площею, тому для розширення площі будівництва вони були частково або повністю засипані будівельним сміттям. Так, при спорудженні 2-го мікрорайону та розширенні проспекту Григоренка було засипане невелике озеро на місці сучасної автомобільної стоянки на проспекті. При спорудженні 4-го мікрорайону на початку 2000-х були засипані маленькі озера на місці сучасних будинків № 14а та № 12 на вулиці Драгоманова, у 2013 році, при будівництві 4-го «А» мікрорайону майже повністю засипане озеро Ковтун. Існувало озеро також у 3-му мікрорайоні, між будинками за адресами Дніпровська набережна, 19, та Урлівська вулиця, 23в. Деякі озера перетворилися на болота, зокрема озеро Тильниця в 4-му мікрорайоні біля Слов'янської гімназії, та озеро у 8-му мікрорайоні, на пустирі за супермаркетом «Велика кишеня». Натомість, через намивання ґрунту утворилися нові озера — Сонячне, Лебедине, Срібний Кіл, став у парку «Позняки». Навколо озера Сонячне влаштовано пляжну зону відпочинку.
Від старого ландшафту залишилися озера Жандарка, Корольок, Прірва та Гарячка. Останнє служить попеловідвалом Дарницької ТЕЦ, тому поступово зникає під товстим шаром попелу. В озері Корольок водяться карась, сазан, щука, окунь, короп, товстолобик, білий амур. У жовтні 2014 року штучно зарибили озеро Жандарка.

## Забудова

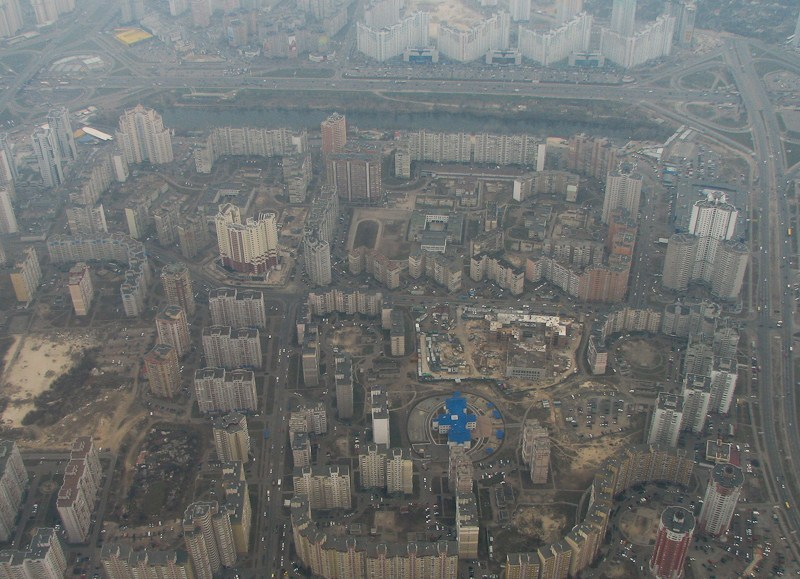
Типова забудова на Позняках

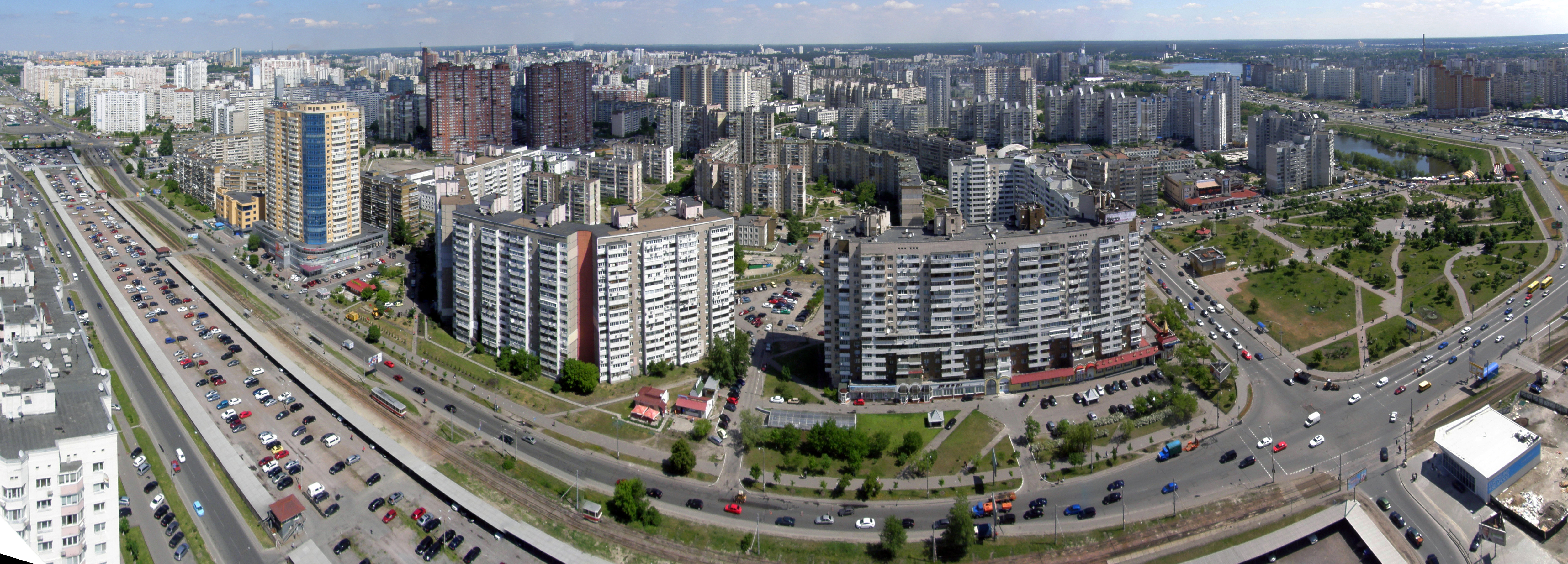
7 і 6а мікрорайони

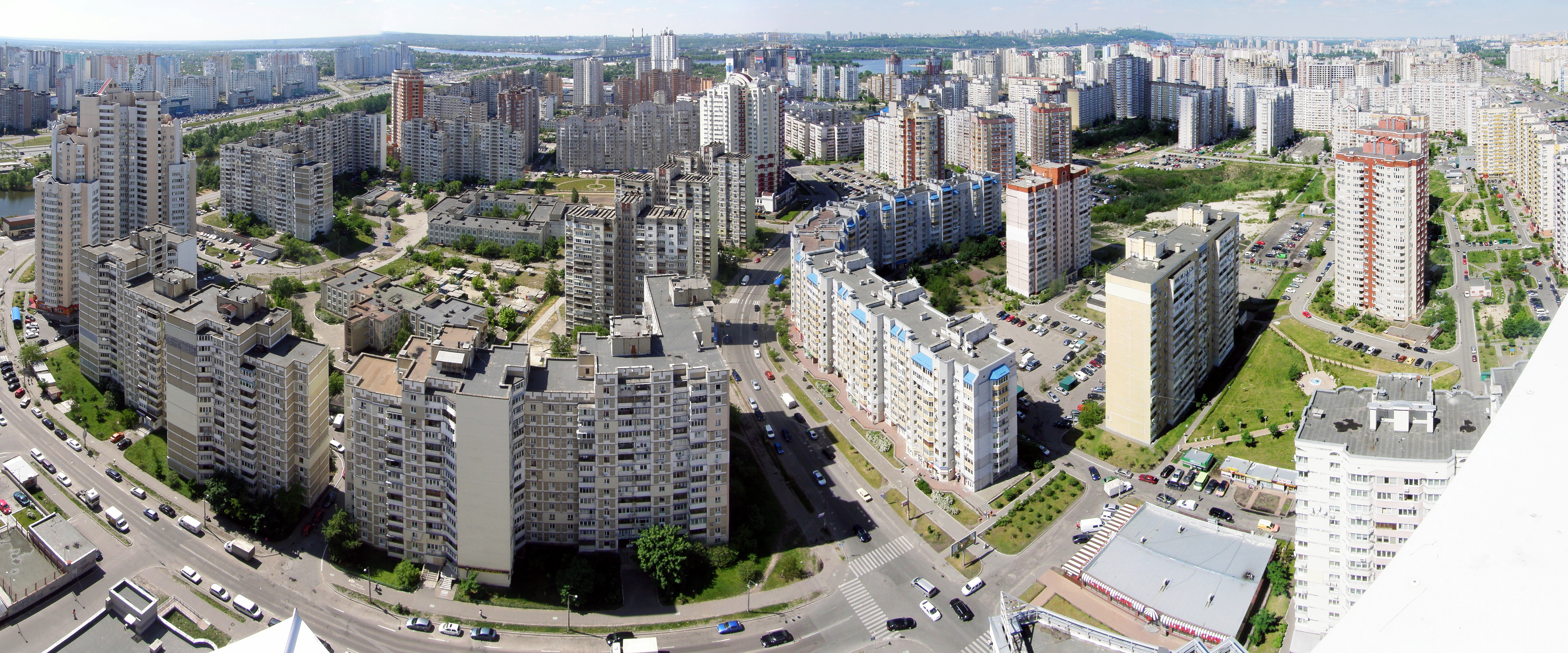
10 і 8 мікрорайони

На масиві Позняки виділяються три типи забудови: житловий масив, Позняківська промислова зона (вулиці Сортувальна, Канальна, Клеманська, Причальна, кінець Здолбунівської вулиці) та приватний сектор (вулиці Зовнішня, Дніпрова, Любарська, Івана Кочерги, Тепловозна, Затишна). Досі збереглися поодинокі одноповерхові житлові будинки, притаманні південній Чернігівщині, а неподалік супермаркету «Велика кишеня» на проспекті Петра Григоренка зберігається ділянка яру з традиційною забудовою та залишками присадибного господарства.
Позняківська промислова зона почала створюватися у 1950-х роках. У 1967 році на Здолбунівській вулиці було зведено завод «Буревісник», а для забезпечення житлом його робітників — невеликий житловий мікрорайон, який став першим мікрорайоном сучасного масиву Позняки. Перший житловий будинок-«гостинка» за адресою «Здолбунівська вулиця, 1» було зведено у 1969 році. У мікрорайоні 1 є школа, стадіон та бібліотека.
У 1989 році почалося активне будівництво житлового масиву Позняки. Перші будинки заселено в 1990 році. До 2001 року сформовано мікрорайони 4, 5, 6, 7, 9, 10, на початку 2000-х починають забудовуватися мікрорайони 6 «А» та 8. У 2005 році почав зводитися 5-й мікрорайон, забудований монолітно-каркасними будинками та багатоповерхівками серій «КТ» і «Т». З 2013 року будується мікрорайон 4 «А» (план забудови затверджено 25 грудня 2013 року).

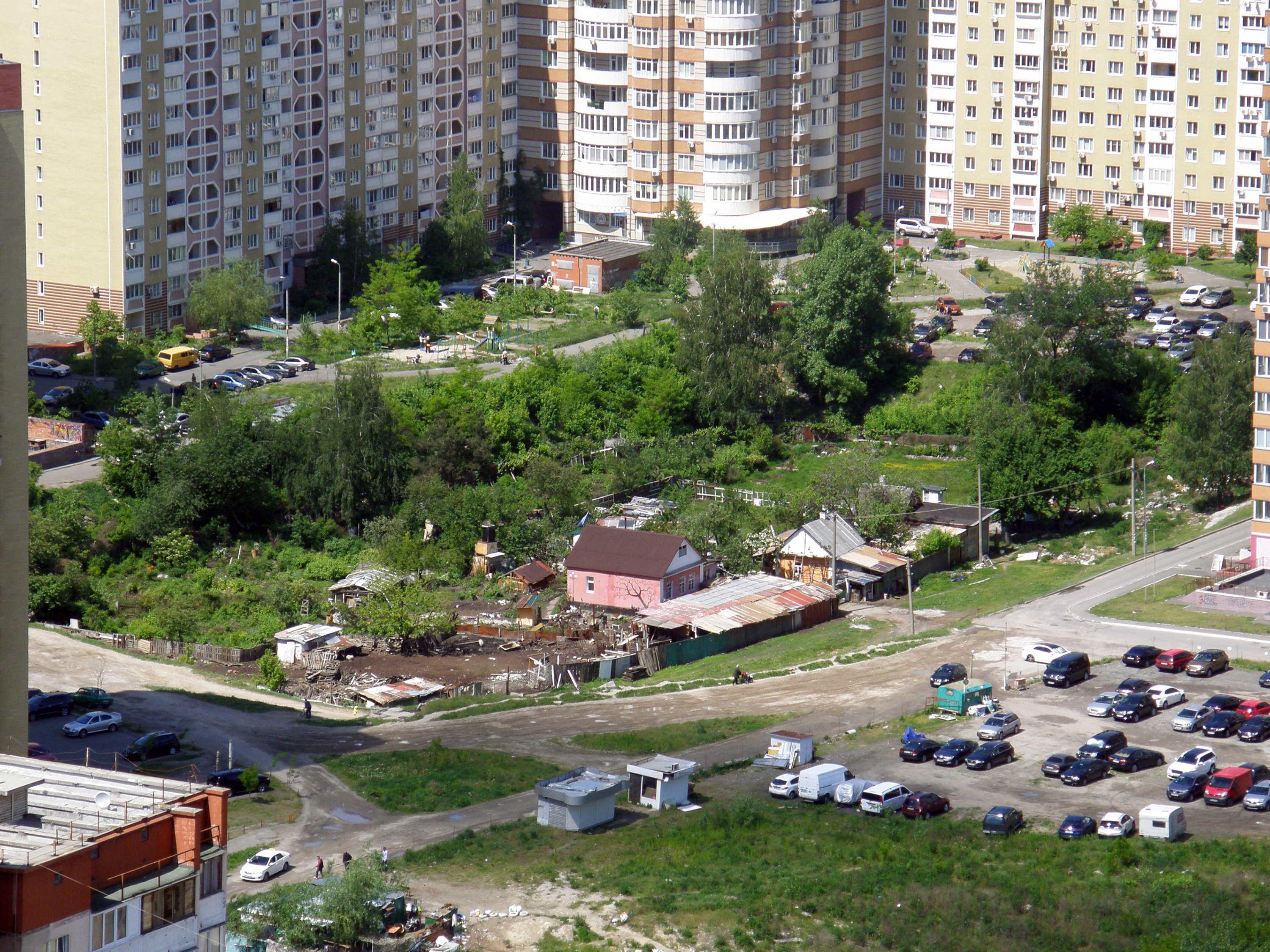
Залишки приватної забудови (вулиця Батуринська) серед багатоповерхівок

Сучасний житловий масив Позняки ділиться на 15 мікрорайонів:
- 1-й мікрорайон — на непарній стороні Здолбунівської вулиці, між Сортувальною вулицею та проспектом Григоренка. Має неофіційну назву «Буревісник» або «Бурік» на честь однойменного заводу, розташованого поруч.
- 2-й мікрорайон — на парній стороні вулиці Ахматової між Урлівською вулицею та проспектом Григоренка.
- 3-й мікрорайон — обмежений вулицями Урлівською, Ахматової, Дніпровською набережною та Позняківською промзоною.
- 4-й мікрорайон — між вулицями Драгоманова, Ахматової, Олени Пчілки та проспектом Григоренка.
- 4-й «А» мікрорайон — між вулицями Драгоманова, Олени Пчілки, Здолбунівською та проспектом Григоренка.
- 5-й мікрорайон — між вулицями Драгоманова, Ахматової, Ревуцького та Здолбунівською.
- 6-й мікрорайон — між вулицями Ахматової, Драгоманова, Кошиця і Ревуцького.

- 6-й «А» мікрорайон — між вулицями Драгоманова, Кошиця та проспектом Бажана.
- 7-й мікрорайон — між вулицями Ахматової, Драгоманова та проспектом Григоренка.

- 8-й мікрорайон — між вулицями Ахматової, Княжий Затон, Урлівською та проспектом Григоренка.
- 9-й мікрорайон — між вулицями Ахматової, Княжий Затон, Урлівською та Дніпровською набережною.
- 10-й мікрорайон — між вулицями Княжий Затон та Срібнокільською.
- 10-й «А» мікрорайон — між вулицями Княжий Затон, Срібнокільською та Дніпровською набережною. Основні споруди — ЖК «Корона» та ТЦ «Аркадія».
- 10-й «Б» мікрорайон — між вулицями Княжий Затон, Срібнокільською та проспектом Григоренка. Основні споруди — ЖК «Корона-2» та ТЦ «InSilver».
- 11-й мікрорайон — з парного боку Дніпровської набережної, від затоки Берковщина до проспекту Бажана. Є найновішим мікрорайоном Позняків.

Житловий масив Позняки забудований 10-25-поверховими житловими будинками, зокрема, типовими багатоповерхівками серій КТ, КТУ, КП, ЕС, АППС-люкс, КС, Т. У мікрорайоні 10-А по вулиці Княжий Затон, 21 у 2007 році зведено найвищий на той час житловий будинок в Україні — житловий комплекс «Корона», а наступного року схожий будинок споруджено у мікрорайоні 10-Б.

## Транспорт

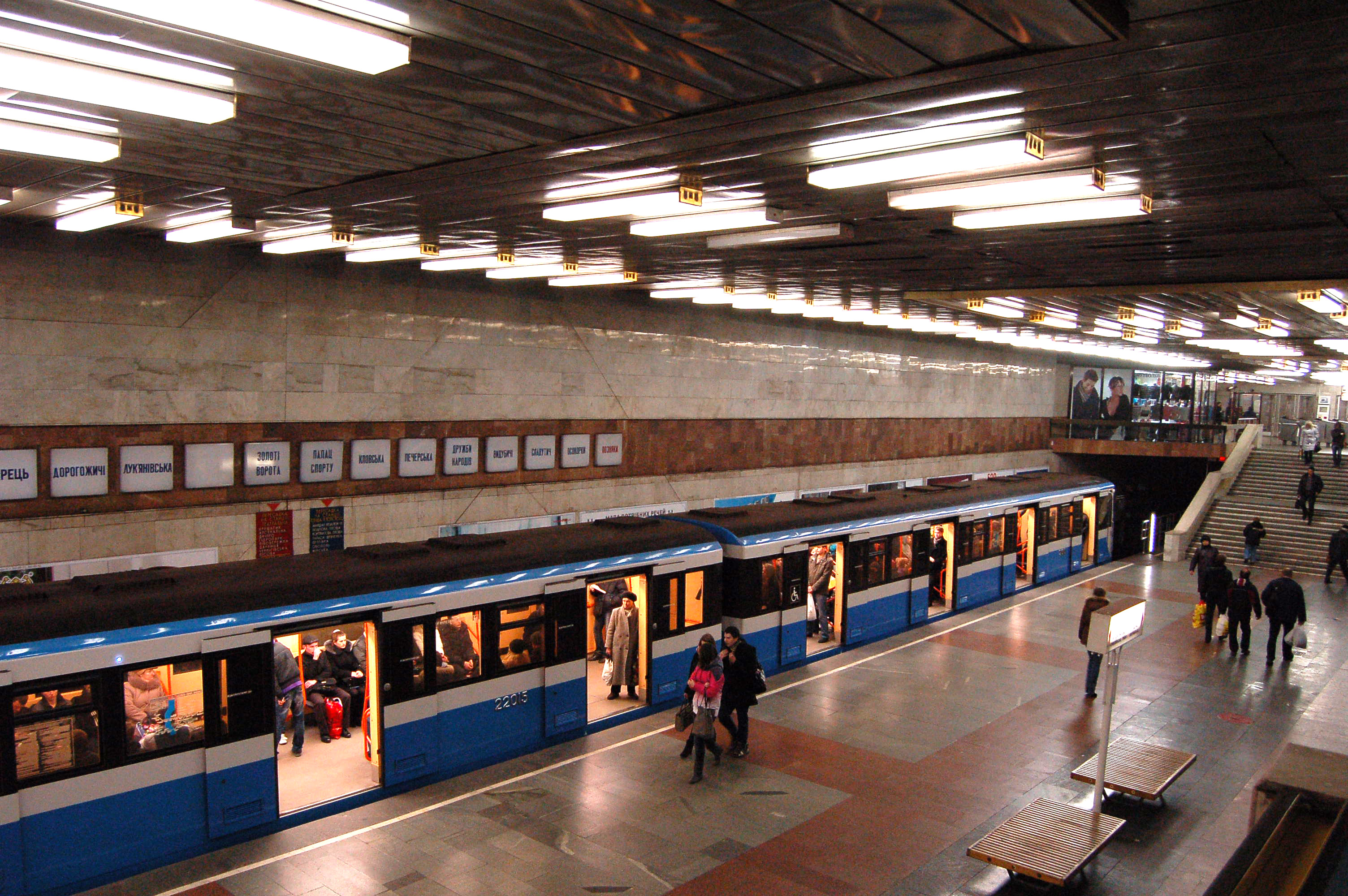
Станція метро Позняки

Розвиток житлових масивів Позняки та Осокорки багато в чому був зумовлений спорудженням Південного мостового переходу та прокладанням Сирецько-Печерської лінії метрополітену. 30 грудня 1992 року було відкрито нові станції «Славутич» та «Осокорки», однак, заселення нових житлових масивів почалося лише у середині 1990-х. Через два роки, 28 грудня 1994 року, відкрито ще дві станції — «Позняки» і «Харківську».
З 1960-х років Позняки та Осокорки сполучаються з Дарницею та Лівобережним масивом автобусним маршрутом № 42. Приблизно з 1975 року автобусний маршрут № 5, що ходив на Березняки з Печерська, почав курсувати вулицями Здолбунівською та Сортувальною (перестав ходити наприкінці 1990-х років). У середині 1980-х років з'являються маршрутки № 108 та № 109 (останній проіснує до середини 1990-х років), що з'єднують Позняки з Лівобережним масивом, маршрут № 42 натомість курсує до станції метро «Дарниця».
у березні 1998 року відкрився трамвайний маршрут № 8, що сполучає Позняки з Лісовим масивом. Також з кінця 1990-х років починають курсувати маршрутні таксі № 178, 250, 445, 526, 542 та інші. 15 квітня 2022 року запустили маршрут № 28д (пряме сполучення з Троєщиною).

## Державні установи та заклади охорони здоров'я
На території житлового масиву Позняки розташовані: Міський дозвільний центр (Дніпровська набережна, 19б), державна адміністрація Дарницького району, районні Державна податкова інспекція, управління ГУ МВС та управління житлово-комунального господарства.
Мешканці житлового масиву Позняки обслуговуються поліклініками та лікарнями, що розташовані, переважно, на Харківському масиві та Червоному Хуторі. На Урлівській вулиці функціонує Київський міський дитячий діагностичний центр.

## Освіта і культура

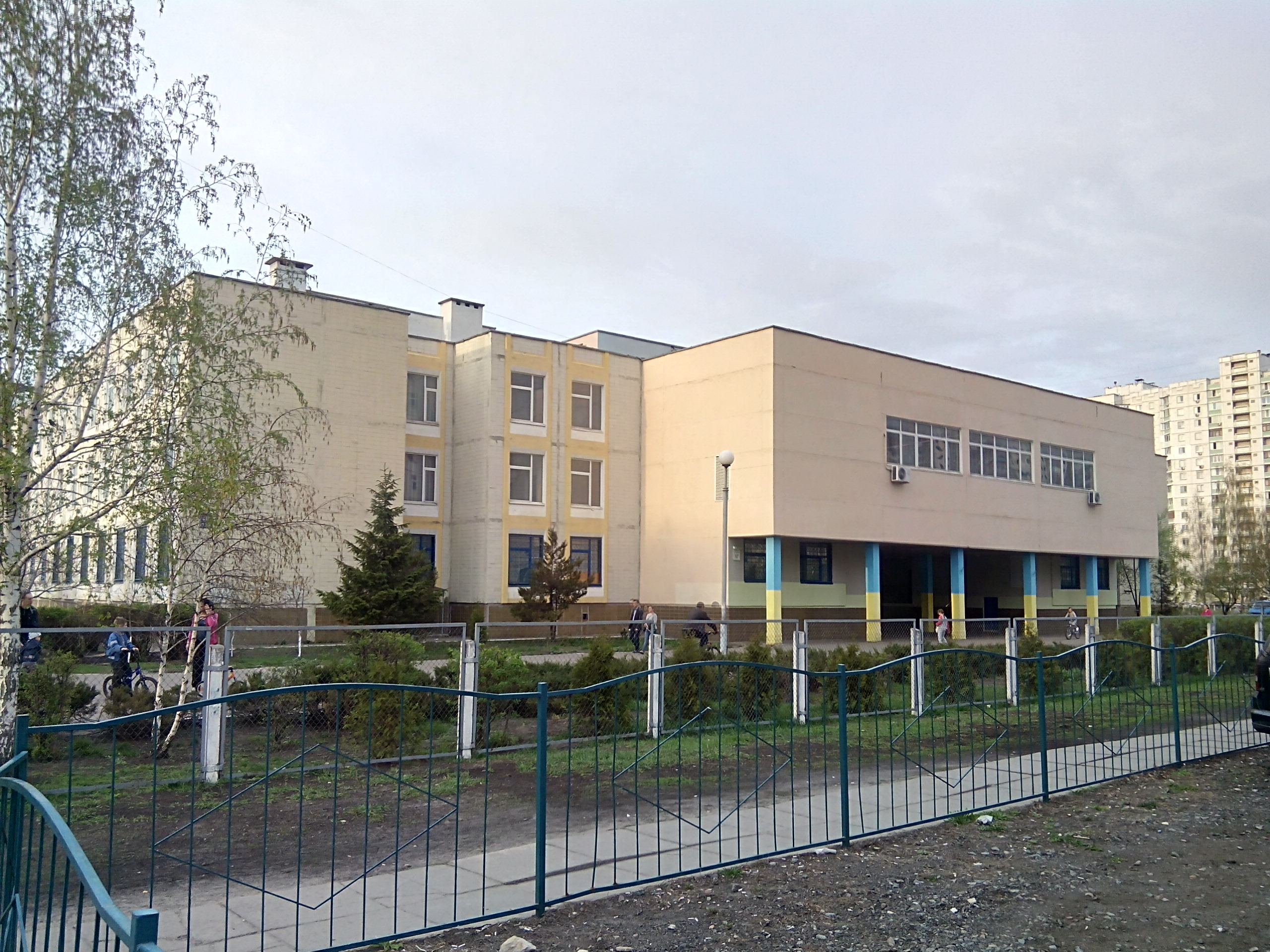
Слов'янська гімназія

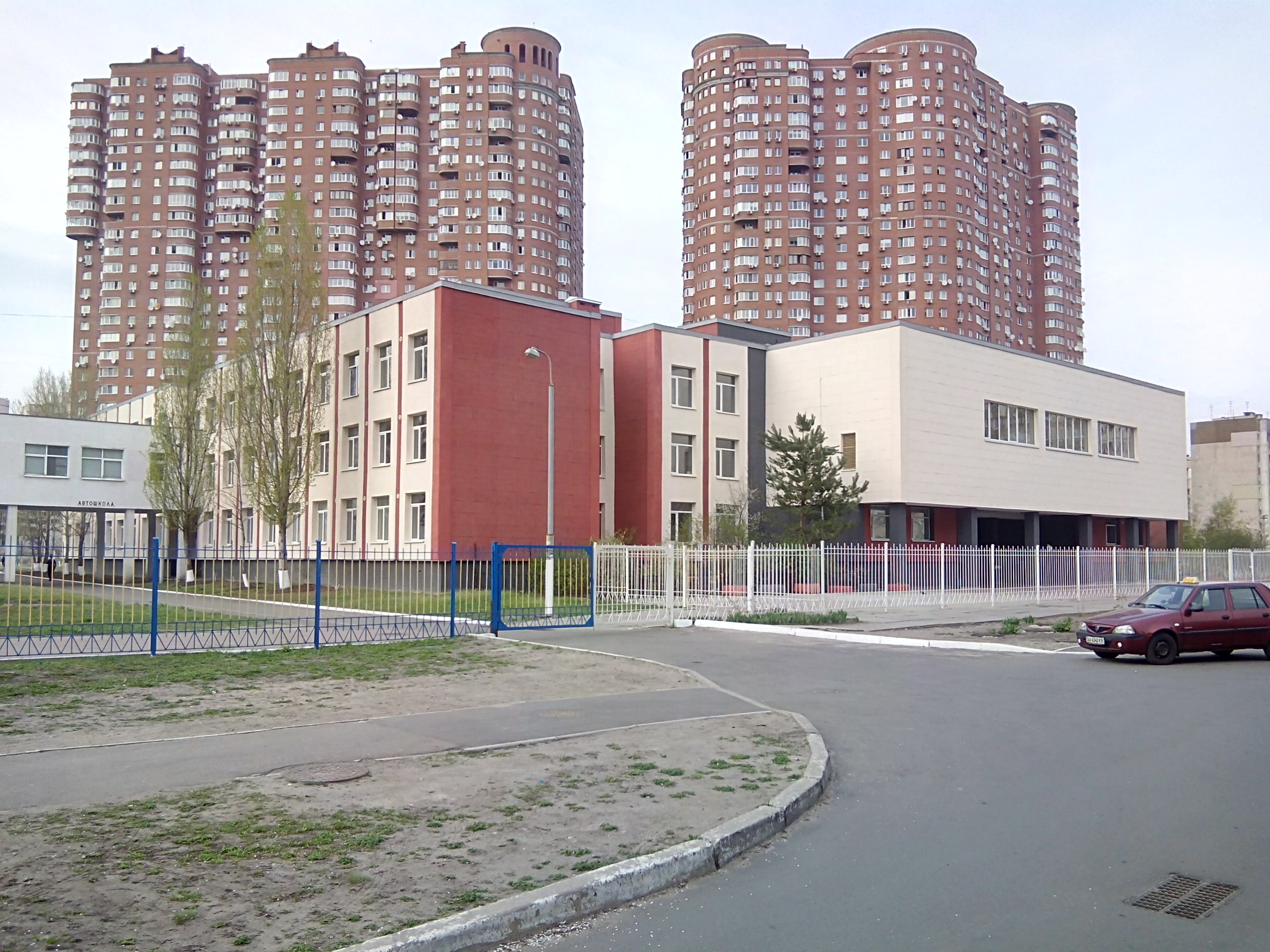
Ліцей «Наукова зміна»

При будівництві нових мікрорайонів передбачене спорудження шкіл та дитячих садків. На території житлового масиву функціонують такі школи:
- Київська інженерна гімназія (вул. Княжий Затон, 12а)
- Слов'янська гімназія (вул. Драгоманова, 10в)
- Гімназія № 315 з поглибленим вивченням іноземних мов (вул. Драгоманова, 27а)
- Ліцей «Наукова зміна» (проспект Григоренка, 21в)
- Середня загальноосвітня школа № 111 I—III ступенів ім. С. А. Ковпака. (вул. Здолбунівська, 7б)
- Спеціалізована школа І-ІІІ ступенів з поглибленим вивченням іноземних мов № 329 «Логос» ім. Георгія Гонгадзе (вул. Урлівська, 19б)
- Середня загальноосвітня школа І-ІІІ ступенів № 62 (вул. Княжий Затон, 17в)
- Середня школа № 314 з поглибленим вивченням іноземної мови (вул. Княжий Затон, 7а)
- Середня загальноосвітня школа І-ІІІ ступенів № 309 (проспект Григоренка, 21б)
- Ліцей суспільно-природничого профілю № 303 (вул. Драгоманова, 9а)
- Загальноосвітня школа І ступеня № 295 (вул. Кошиця, 6)
- Гімназія «Діалог» (вул. Кошиця, 6)
- Спеціалізована загальноосвітня школа № 296 з поглибленим вивченням іноземної мови (вул. Кошиця, 8)
- Автошкола на позняках [Архівовано 20 вересня 2020 у Wayback Machine.], курси водіїв Карат, навчання безпечних водіїв

Також на території масиву розташовані центральна районна бібліотека ім. В. Стуса, бібліотека ім. Ю. Смолича, бібліотека № 133, бібліотека № 117 для дітей та бібліотека сімейного читання ім. Руданського.

## Культові споруди
Перша згадка про церкви в даній місцевості відноситься до XVII століття, це були Трьохсвятительська і Введенська церкви. У більш пізній період інформація про храми відсутня, аж до 1868 року, коли було відбудовано дерев'яну Трьохсвятительську церкву. На 1908 рік в церкві зберігалися документи починаючи від 1799 року. 1876 року Позняки разом з сусіднім селом Осокорки утворювали один церковний прихід, в якому було 2 священики й 2 псаломщики. Церква була зруйнована на початку 1930-х років.
Ближче до кінця існування Російської імперії було споруджено другу церкву — церкву Успіння Пресвятої Богородиці. Ця церква була зруйнована у середині 1930-х років, але наразі на її місці збудована нова.
Із будівництвом та заселенням нового житлового масиву, починають заново відкриватися православні церкви і храми інших конфесій та релігій.
У 2003 році між озером в парку «Позняки» та проспектом Бажана зведено невеликий дерев'яний храм святих Петра і Павла. Громада храму належить до Православної церкви України.
У 2004 році у мікрорайоні Позняки-4 за адресою «проспект Григоренка, 3-а» було зведено невелику цегляну каплицю на честь Богоявлення. У 2009 році поруч споруджено дерев'яний храм на честь Святих Жон-мироносиць, поруч у 2014 році споруджено дерев'яний зрубний Богоявленський храм. Службу проводить Українська православна церква Московського патріархату. У тому ж 2004 році, у тимчасовому приміщенні на вулиці Драгоманова, 1, почалися богослужіння парафії Миколая Чудотворця. У 2009—2010 роках зведено більш простору однобанну церкву. Заплановано будівництво 5-банної церкви з дзвіницею за проектом архітектора І. Гречини та інженера Н. Панічевої. Службу проводить Українська православна церква Московського патріархату.
На Урлівській вулиці за колишнім планом відбудували велику церкву Успіння Пресвятої Богородиці, а на Здолбунівській вулиці, на березі озера Сонячного, — церква преподобного Олега Брянського (обидві церкви — УПЦ (МП)).
На Срібнокільській вулиці з липня 2004 року споруджується великий римо-католицький храм Успіння Пресвятої Діви Марії за проектом архітектора В. Штолька. З 2000 року служби проводяться у невеликому храмі-каплиці поруч.
На перехресті вулиць Драгоманова та Ахматової, у прибудові до житлового будинку влаштовано церкву євангельських християн-баптистів. Громада «Надія» проводить служіння з 2001 року. Також на Срібнокільській вулиці зведено приміщення для мормонської церкви Ісуса Христа Святих Останніх Днів.

## Панорама

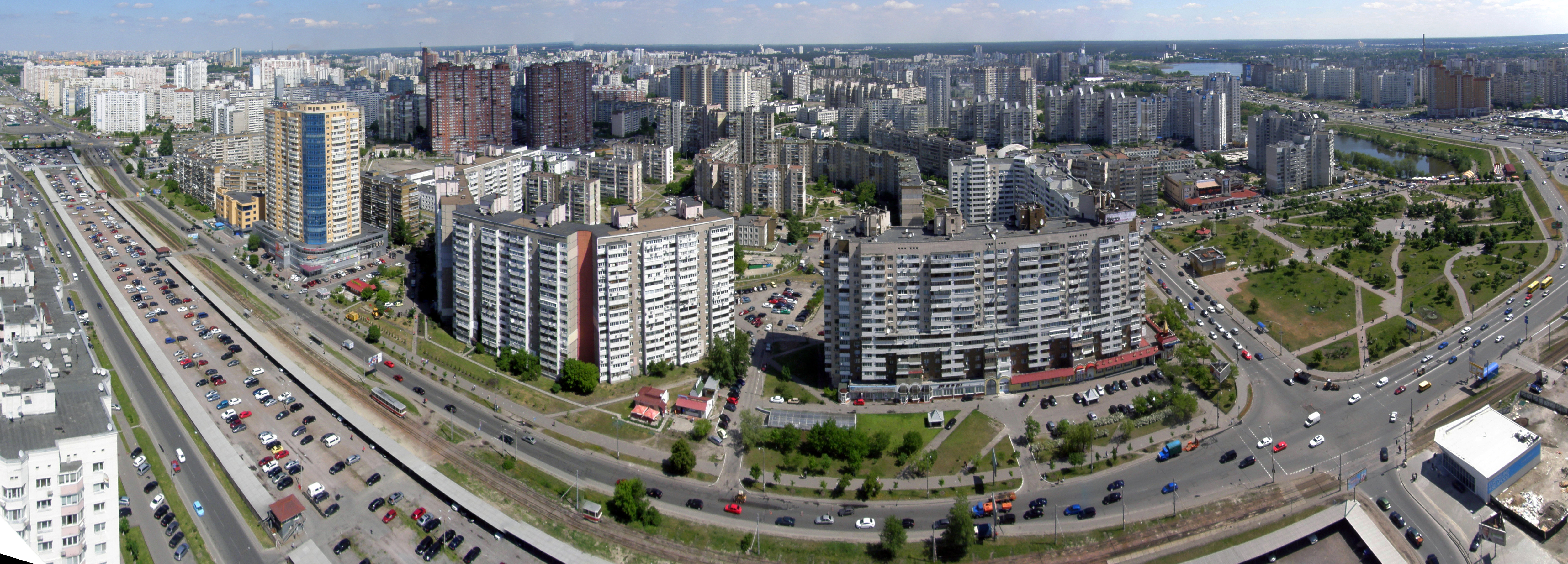
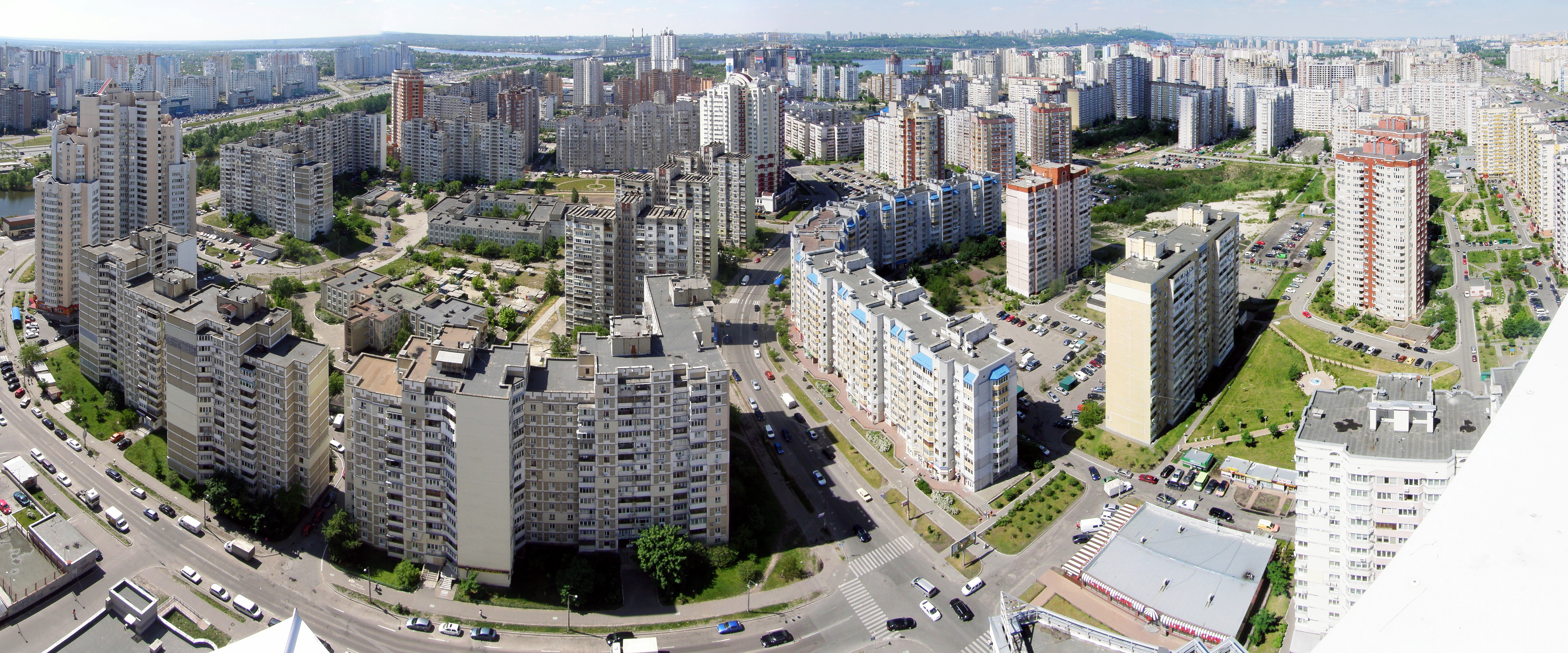
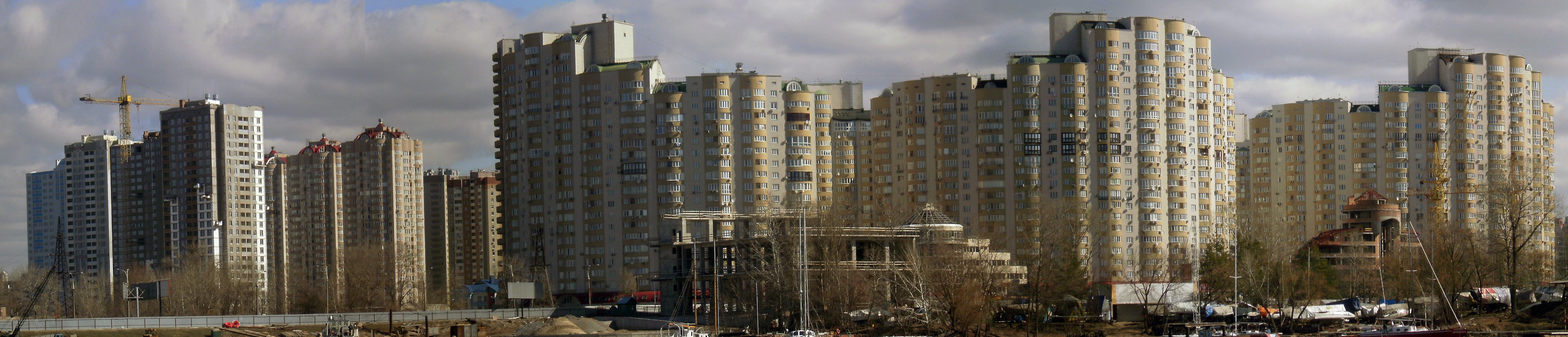
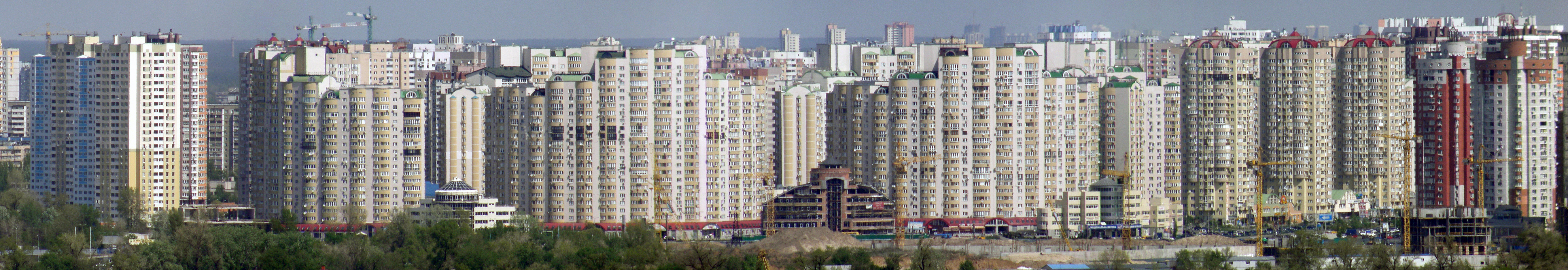
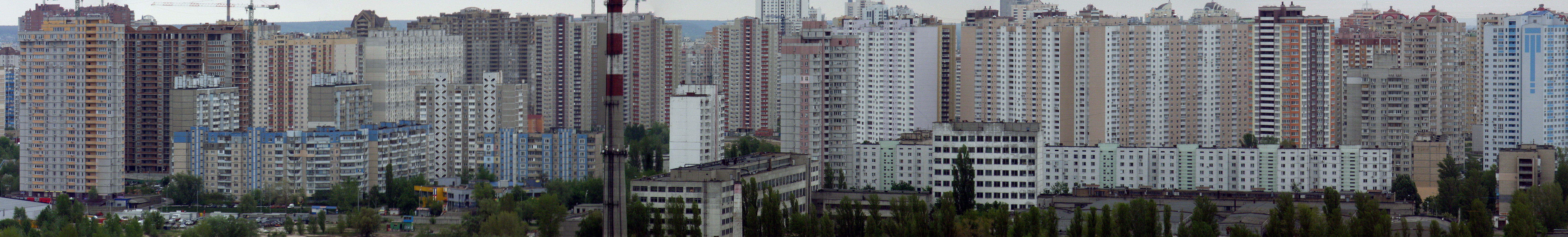
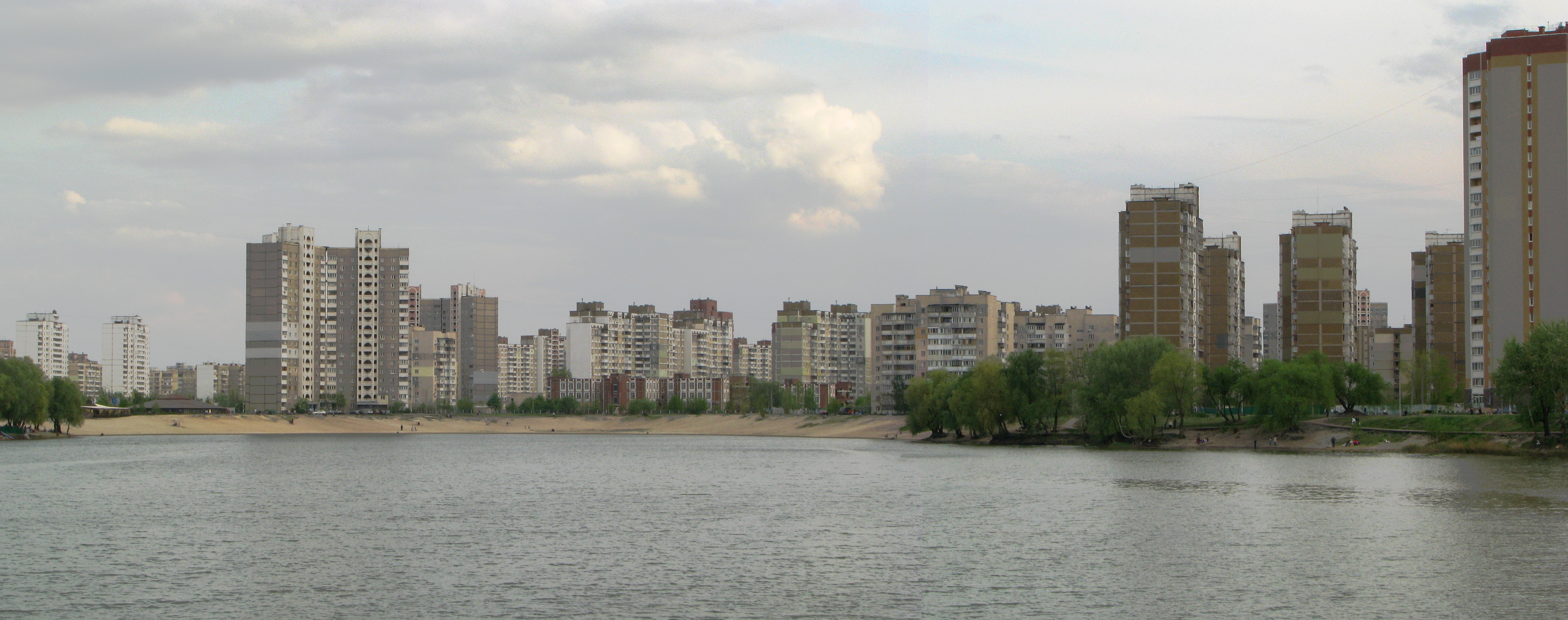
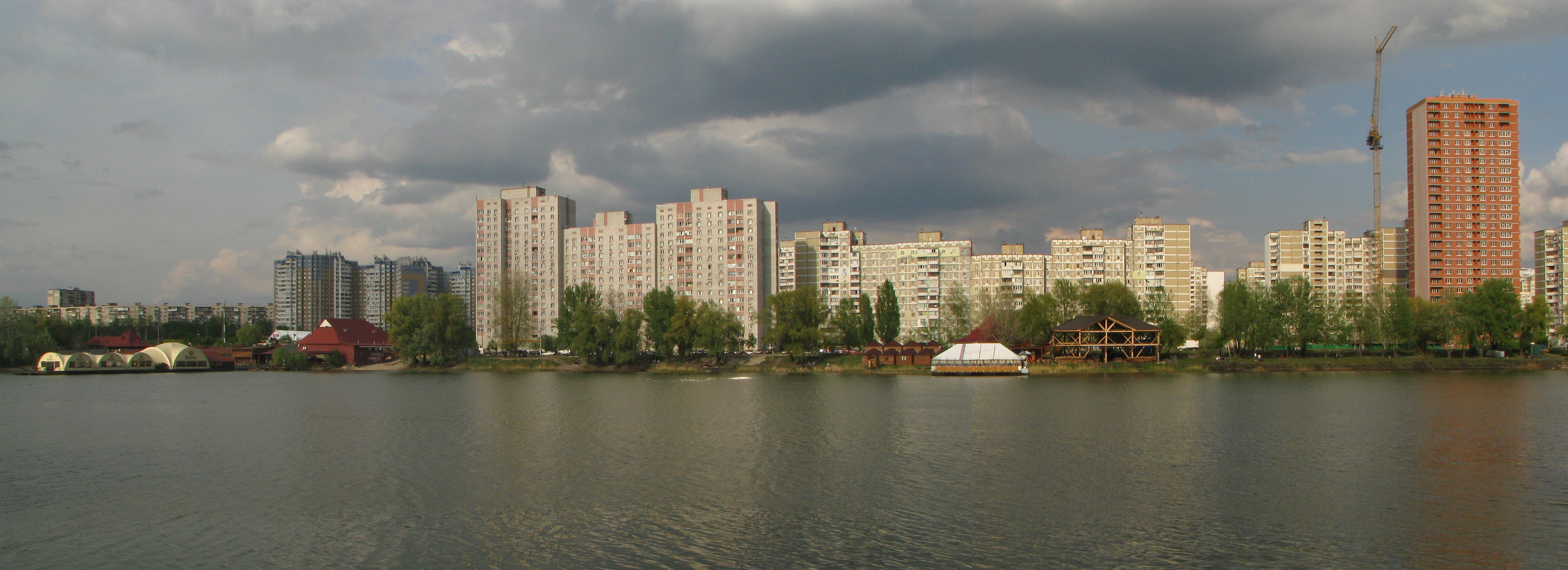
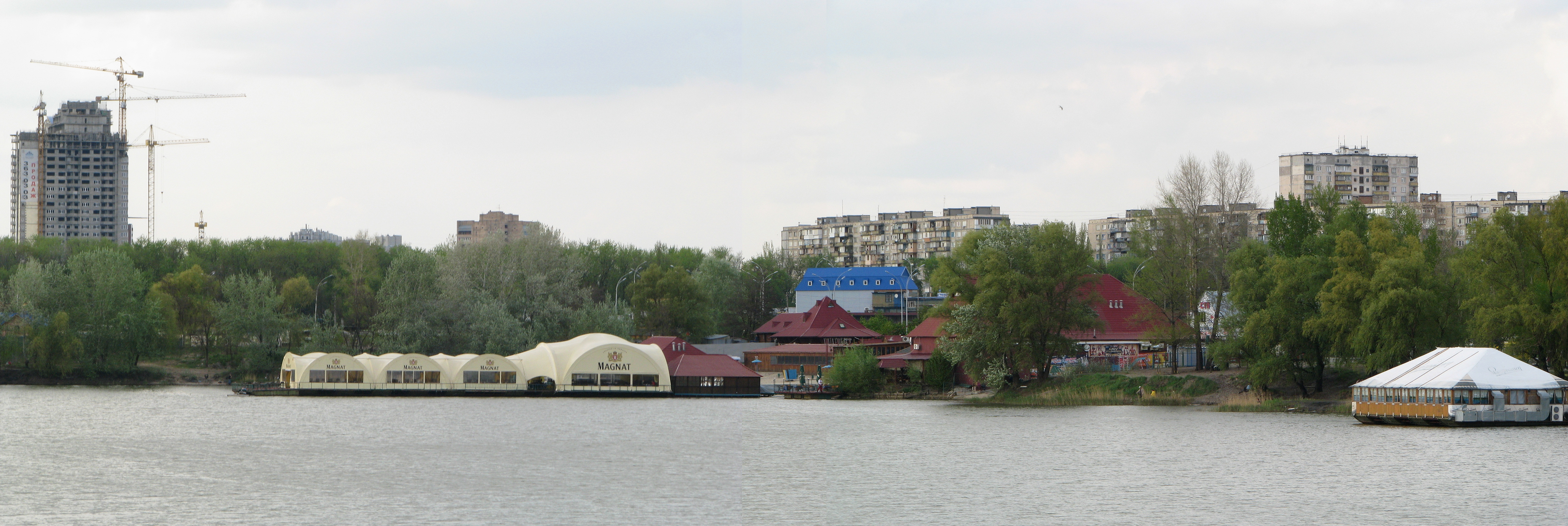
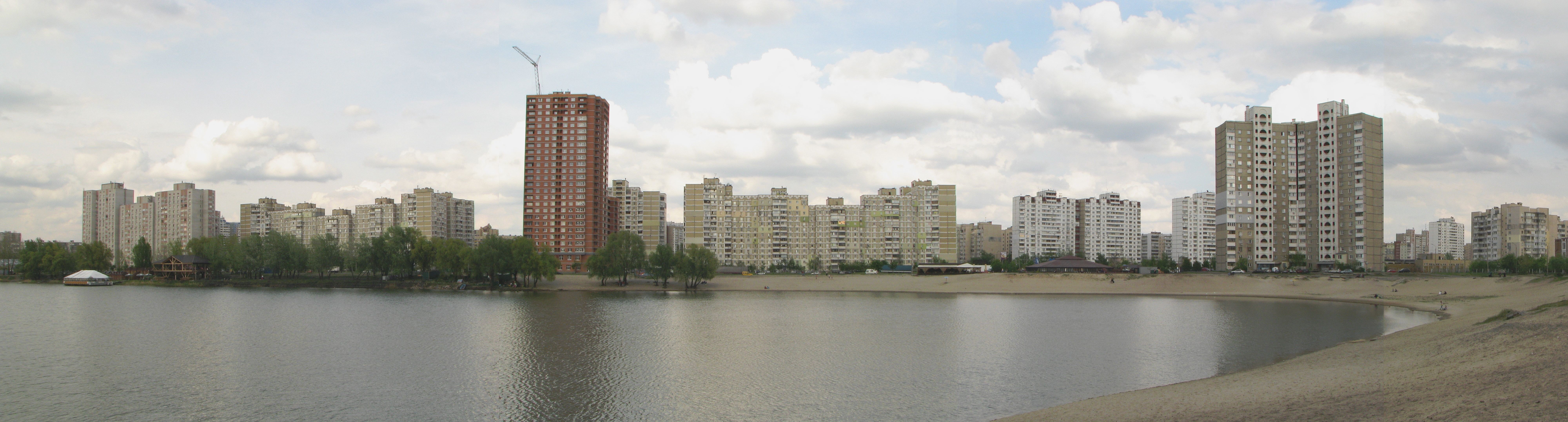